# 桜月ヒトミ
桜月 ヒトミ（おうつき ひとみ、2月17日 - ）は、日本の女優、声優。広島県出身。以前はC&Oプロダクションに所属していた。

## 人物
趣味は歌唱、作詞、料理。特技は日本舞踊、殺陣、ジャズダンス。
資格は普通自動車免許（AT車限定）。

## 出演作品

### テレビドラマ
- スカイハイ
- 屋形船の女3
- ファンタズマ〜呪いの館〜

### テレビ番組
- 天才てれびくんMAX
  - となりのカブトムシ?(バス待ち)
  - サムネタ男とタコヤキ娘（たこ焼き屋客）
  - ウィルスパニック2006夏〜街は感染した〜

### 映画
- 13階段
- 福耳

### テレビアニメ
- シスター・プリンセス RePure

### OVA
- がぁーでぃあんHearts（ひなの友人A）
- がぁーでぃあんHeartsぱわーあっぷ! 第1話
- メモリーズオフ 3.5祈りの届く刻Vol.1（女生徒）

### ドラマCD
- 魔界戦記ディスガイア（女性2）

### 吹き替え
- ミュータント・タートルズ（アナンダ）

### オーディオシネマ
- 私が裁判員に選ばれたっ!（宮内知美）

### 舞台
- 裸天国（演出瀬川昌治）
- 夜曲（演出千葉繁）
- 不思議Na少年隊「裏切り御免!」（演出　瀬川昌治）
- 不思議Na少年隊「夜曲〜放火魔ツトムの優しい夜〜」
- 劇・火星開発事業団「風を継ぐ者」
- Fallen Angels 「白日夢」

### テレビCM
- au「史上最大のチャンス スマートバリュー」篇（大得）

### VP
- 消費者啓発教材

### WEB
- 「JS日本の学校」将来について調べよう（通関士）